# Yachaywasi
El yachayhuasi o yachaywasi (del quechua: yachay wasi ‘casa del conocimiento’) era el lugar en donde los varones adolescentes de la nobleza incaica eran preparados con los conocimientos necesarios para ejercer los cargos más importantes dentro del estado.
Según el Inca Garcilaso de la Vega en sus Comentarios Reales de los Incas, fue fundado por el inca llamado Inca Roca en el Cusco (aproximadamente en 1350 d. C.). Los menciona ampliamente en el Libro Séptimo, capítulo X. Asimismo, cuenta Fray Martín de Murúa, que la educación de nobleza inca se iniciaba a los 13 años de edad y culminaba a los 19 años.
La enseñanza en el yachaywasi estaba a cargo de los amautas –los maestros o sabios del imperio– quienes impartían cuatro materias principales:
- Lengua quechua, incluyendo gramática y retórica, así como poesía, teatro y música.[cita requerida]
- Religión oficial, que abarcaba el culto a los dioses, su cosmovisión y un acercamiento a la astrología y a la astronomía entonces conocida.
- Manejo e interpretación de los quipus, equivalente a las matemáticas y su uso contable.
- Arte militar, que incluía historia, geografía, estrategia, edificación de fortalezas, empleo de armas y técnicas de combate.

Adicionalmente, se recibía adiestramiento físico y militar en preparación para la ceremonia del Warachikuy.